# Slöngukaka
Slöngukaka ou bolo serpente é um bolo esponjoso tipo do rocambole típico da Culinária Islandesa. A iguaria é resultado da influência dinamarquesa na Islândia (ocorrida até 1918), dada pelo fato de parte dos doces da culinária islandesa ter sido trazida da Dinamarca. Pode ser considerado como uma variante islandesa do Rocambole Suíço Inglês.

## Etimologia
O nome popular do prato, Bolo Serpente, vem do fato de o bolo possuir um formato que lembra uma serpente enrolada em forma de falsa espiral, esse formato só pode ser percebido depois do corte do prato. A iguaria também pode considerada um rocambole por causa dessa relação com algo espiralado.

## Composição

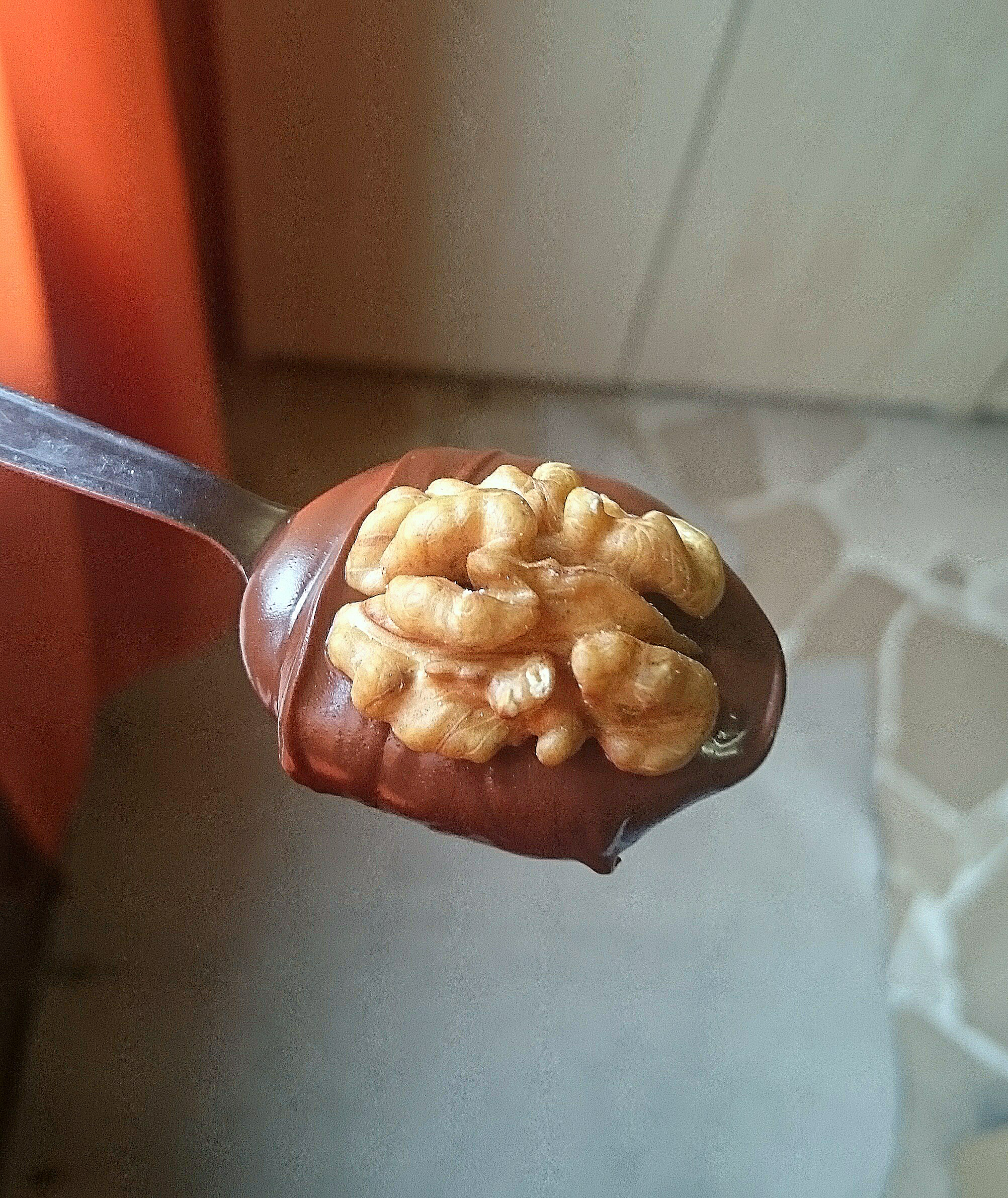
O creme de chocolate pode ser incluído na receita, mas nào é obrigatório.

A "esponja" ou massa do bolo é feita de farinha, ovos, açúcar refinado e amido de batata, podendo conter chocolate na sua composição. O recheio pode ser feito com buttercream e café ou com creme de chocolate.